# Garyp

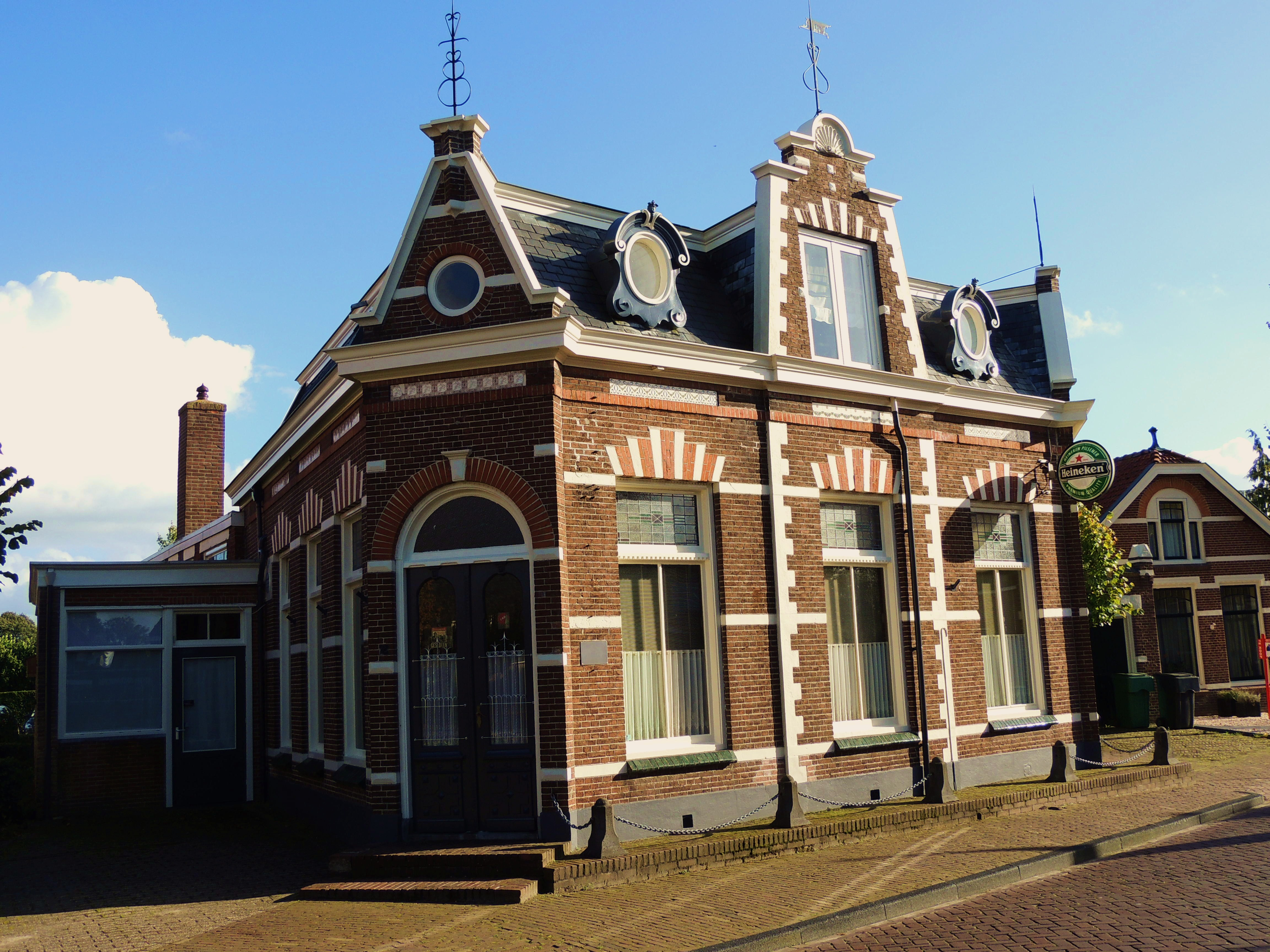
Un celebre locale di Garyp

Garyp (in olandese: Garijp) è un villaggio di circa 1.900 abitanti  del nord-est dei Paesi Bassi, facente parte della provincia della Frisia e della municipalità di Tytsjerksteradiel.

## Geografia fisica
Il villaggio di Garyp/Garijp si trova nella parte centro-orientale della provincia della Frisia, tra le località di Damwoude e Aldeboarn/Oldeboorn (rispettivamente a sud della prima e a nord della seconda) e tra le località di Grou/Grouw e Drachten (rispettivamente a nord-est della prima e a nord-ovest della seconda).

## Storia
Le prime notizie storiche su Garyp ci dicono che il villaggio possedeva 14 stinsen (nome dato a ville o manieri in Frisia), ai quali nel 1622 ne furono aggiunti altre tre da Christiaen Schotanus.

## Monumenti e luoghi d'interesse
Garyp vanta 16 edifici classificati come rijksmonumenten .

### Architetture religiose

#### Chiesa di San Pietro
Tra i principali edifici di Garyp, figura la chiesa di San Pietro (Petruskerk), risalente al 1838.

## Società
Al censimento del 1º aprile 2016, Garyp/Garijp contava una popolazione pari a 1.880 abitanti.

## Geografia antropica

### Suddivisioni amministrative
Buurtschappen
- Sigerswâld[2]